# Avenida José de la Riva Agüero
La avenida José de la Riva Agüero, más conocida simplemente como avenida Riva Agüero, es una arteria vial significativa ubicada en el distrito de San Miguel, en la ciudad de Lima, Perú. Esta avenida rinde homenaje a José de la Riva Agüero y Sánchez-Boquete, destacado político e historiador peruano que fue el primer presidente de la República del Perú. Se extiende de sur a norte, en un tramo de 22 cuadras y es parte fundamental del sistema vial del distrito, caracterizándose por ser una vía de tránsito mixto que combina el flujo vehicular con espacios de interés para peatones. A lo largo de su recorrido, es posible encontrar una mezcla equilibrada de zonas residenciales, comerciales y recreativas, lo que la convierte en un punto de convergencia para actividades económicas, educativas y culturales.

## Recorrido
La avenida se desarrolla siguiendo el trayecto de la calle Manuel Villavicencio, tras su cruce con la calle Manuel Estacio. Presenta una vía de dos carriles con un carril en cada dirección. Sus primeras cuadras son de carácter residencial, incluyendo también varios lugares de diversión, educación y culto. Algunas de las atracciones más notables incluyen el Parque La Sagrada Familia, el Parque Capitán José Soto Merino, el Parque del Trabajo y el Parque Ecológico, el Colegio Peruano Chino Diez de Octubre, la Congregación Hijas del Crucificado y el Seminario de los Padres Carmelitas Descalzos.
A partir de la cuadra 6, la avenida se caracteriza por contar con diversos sitios de entretenimiento, como el centro comercial Plaza San Miguel, el más antiguo de la ciudad, el Parque de la Bandera y el Parque Juan Pablo II. La avenida se expande a cuatro carriles, dos en cada sentido, y el tráfico se incrementa significativamente debido al fuerte movimiento comercial en las proximidades de esta ruta y de la avenida de la Marina.
Desde la cuadra 8, se ubican las atracciones turísticas más relevantes de San Miguel. Esta avenida facilita el acceso al Parque de las Leyendas, puesto que están ubicadas las puertas 7 y 8 de este zoológico. El Parque de la Imaginación está a escasos metros, un parque temático que brinda una diversidad de atracciones educativas y de ocio, entre ellas dinosaurios, un área de aves, un acuario y una sección enfocada en la fauna de África. En frente, se encuentra la Pontificia Universidad Católica del Perú, reconocida como una de las universidades más prestigiosas del país, y se puede asistir a ella a través de las puertas 7 y 10 desde esta avenida. Adicionalmente, a lo largo de toda esta área se ubica el complejo arqueológico Maranga, que alberga varias huacas, algunas de las cuales están dentro del Parque de Las Leyendas y la Pontificia Universidad Católica del Perú. Estas majestuosas construcciones piramidales simbolizan un valioso legado histórico y cultural de la ciudad, que han sido objeto de múltiples investigaciones para examinar la era prehispánica del país. Concretamente en la avenida José de la Riva Agüero, se pueden apreciar las siguientes:
- Huaca Tres Palos
- Huaca Cruz Blanca
- Huaca 31 (Huaca Larga)
- Huaca 20
- Huaca Potosí[9]

Las cuadras finales se distinguen por disponer de varias tiendas de muebles que brindan una diversidad de productos y precios para los clientes. Así, el camino desemboca en la avenida Venezuela, culminando frente a la Universidad Nacional Mayor de San Marcos.